# Антъни Маки
Антъни Дуейн Маки (на английски: Anthony Dwane Mackie) е американски актьор.

## Биография
Роден е на 23 септември 1978 г. в Ню Орлиънс, а през 2001 г. завършва драма в Джулиард.

## Частична филмография
- „Осмата миля“ (2002)
- „Холивудски ченгета“ (2003)
- „Манджурският кандидат“ (2004)
- „Тя ме мрази“ (2004)
- „Убежище“ (2004)
- „Момиче за милиони“ (2004)
- „Човекът“ (2005)
- „Фрийдъмленд“ (2006)
- „Безсмъртните Маршал“ (2006)
- „Наполовина Нелсън“ (2006)
- „Орлово око“ (2008)
- „Войната е опиат“ (2008)
- „Ноториъс“ (2009)
- „Пустинно цвете“ (2009)
- „Агенти на съдбата“ (2011)
- „Точната бройка“ (2011)
- „Жива стомана“ (2011)
- „Мъж на ръба“ (2012)
- „Ейбрахам Линкълн: Ловецът на вампири“ (2012)
- „Гангстерски отдел“ (2013)
- „Кръв и пот“ (2013)
- „Петата власт“ (2013)
- „Надцакването“ (2013)
- „Завръщането на първия отмъстител“ (2014)
- „Отмъстителите: Ерата на Ултрон“ (2015)
- „Ант-Мен“ (2015)
- „Нашето мото е Криза“ (2015)
- „Тиха нощ, луда нощ“ (2015)
- „Купон преди Коледа“ (2015)
- „Код: 999“ (2016)
- „Капитан Америка: Войната на героите“ (2016)
- „Отмъстителите: Война без край“ (2018)
- „Омразата, която сееш“ (2018)
- „Отмъстителите: Краят“ (2019)
- „Мис Куршум“ (2019)
- „Жената на прозореца“ (2021)
- „Капитан Америка: Нов свят“ (2025)